# Eleonora Giorgi
Pour les articles homonymes, voir Eleonora Giorgi (homonymie) et Giorgi.
Eleonora Giorgi, née le 21 octobre 1953 à Rome et morte dans la même ville le 3 mars 2025, est une actrice, réalisatrice, scénariste et productrice de cinéma italienne.

## Biographie
Eleonora Giorgi est née à Rome dans une famille d'origine anglaise (sa grand-mère paternelle était originaire de Londres), et hongroise (du côté maternel) ; elle est la sœur de Lamberto Giorgi (it).

### Carrière
Après une apparition fugace dans le film Fellini Roma de Federico Fellini, Eleonora Giorgi fait ses débuts comme actrice principale en 1973 dans Une histoire du XVIIe siècle, un film historico-érotique, réalisé par Domenico Paolella, où elle partage l'affiche avec Catherine Spaak. L'année suivante, elle joue dans le film érotique Les Passionnées, aux côtés d'Ornella Muti, où elle interprète le rôle de la séductrice mineure du dentiste (Gabriele Ferzetti). La même année, elle pose entièrement nue pour l'édition italienne du magazine Playboy ; en 1974, elle prête sa motocyclette à son collègue et petit ami Alessandro Momo, qui meurt dans un accident en la conduisant. Elle a également travaillé pour la radio en 1976 dans l'émission Il mattiniere.
Après plusieurs films appartenant au genre de la comédie érotique italienne, elle commence à jouer des rôles dramatiques dans L'Agnese va a morire (1976) de Giuliano Montaldo, Cœur de chien (1976) d'Alberto Lattuada et Caresses bourgeoises (1977) du réalisateur Eriprando Visconti ; En 1979, elle joue dans Un uomo in ginocchio (1979) de Damiano Damiani et dans Oublier Venise (1979) de Franco Brusati, mais par la suite, sa carrière sera caractérisée par l'interprétation de comédies, souvent associées à de célèbres interprètes de la comédie à l'italienne des années 1980 comme Renato Pozzetto (Mia moglie è una strega), Carlo Verdone (Borotalco, l'une de ses interprétations les plus réussies auprès du grand public, récompensée par un David di Donatello), Johnny Dorelli et Adriano Celentano avec qui elle tourne Mani di velluto (1979) et Grand Hotel Excelsior (1982).
En 1980, elle enregistre la chanson Magic, pour la bande originale du film Mia moglie è una strega, écrite par Detto Mariano, qui est restée inédite sur disque. En 1981, elle enregistre un 45-tours, Quale appuntamento/Messaggio Personale dont la face A est écrite par Cristiano Malgioglio, Corrado Castellari et Pino Presti, tandis que la face B est l'adaptation italienne, toujours par Malgioglio, d'une chanson de Françoise Hardy, Message Personnel. Elle travaille à nouveau pour la radio (1984-1986, Varietà, varietà (it)) et pour la télévision, participant à diverses émissions et spectacles télévisés, dont Un disco per l'estate en 1983 et deux éditions de Sotto le stelle, en 1983-1984, en tant que présentatrice. Toujours dans cette décennie, elle participe à plusieurs films à succès tels que Mani di fata de Steno (1983), Sapore di mare 2 - Un anno dopo, de Bruno Cortini (1983), Vediamoci chiaro (it), de Luciano Salce (1984), Giovanni Senzapensieri (it), de Marco Colli (it) (1985), Il volpone (it), de Maurizio Ponzi (1988) et surtout Compagni di scuola, toujours avec Carlo Verdone (1988).
Dans les années 1990 et 2000, son activité d'actrice se concentre davantage sur la télévision, où elle participe à plusieurs drames à succès tels que Morte di una strega, Lo zio d'America et I Cesaroni. En 2003, elle a fait ses débuts en tant que réalisatrice avec Uomini e donne, amori e bugie (it). En 2008, elle fait ses débuts au théâtre dans la pièce Fleur de cactus de Pierre Barillet et Jean-Pierre Grédy, mise en scène par Guglielmo Ferro. Dans les années suivantes, elle est sur scène avec les comédies Due ragazzi irresistibili et Suoceri sull'orlo di una crisi di nervi. En 2009, elle a réalisé son deuxième film, L'ultima estate (it), qu'elle a également produit avec son deuxième ex-mari Massimo Ciavarro (it), qu'elle a épousé après son divorce avec l'éditeur Rizzoli.
Plusieurs années après sa dernière expérience sur grand écran, elle revient en 2016 pour jouer dans deux films : My Father Jack (it) de Tonino Zangardi et Attesa e cambiamenti (it) de Sergio Colabona (it), et elle joue dans un épisode de la série télévisée policière Un sacré détective. Elle poursuit également son activité de présentatrice radio avec Effetto Notte sur Rai Radio Due aux côtés de Riccardo Pandolfi. En 2018, elle a participé en tant que candidate à l'émission de téléréalité Ballando con le stelle et à la troisième édition de Grande Fratello VIP, où elle a été éliminée lors du cinquième épisode avec 36 % des voix. Après avoir déclaré qu'elle n'était pas intéressée par les petits rôles que le cinéma réserve aux actrices de son âge, elle a continué à privilégier le média télévisuel afin de maintenir sa relation avec son public.

### Mort
Invitée à l'émission Pomeriggio Cinque (it), talk-show sur Canale 5, Eleonora Giorgi a annoncé le 24 novembre 2023 qu'elle est atteinte d'un cancer du pancréas. Le 3 février 2025, elle a annoncé l'aggravation de la maladie.

## Filmographie

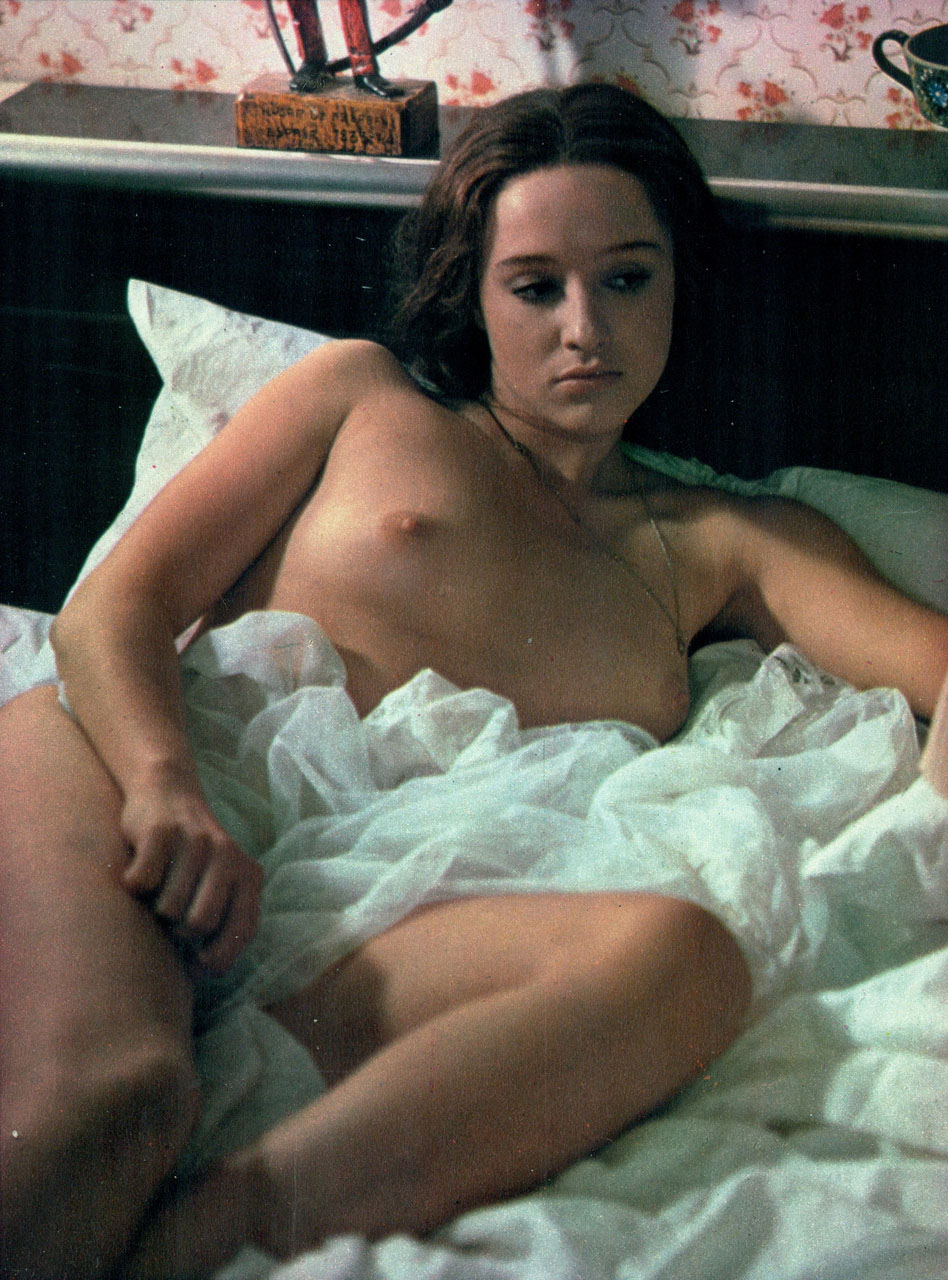
Eleonora Giorgi, brune, dans Cavale, Tonton ! en 1974.

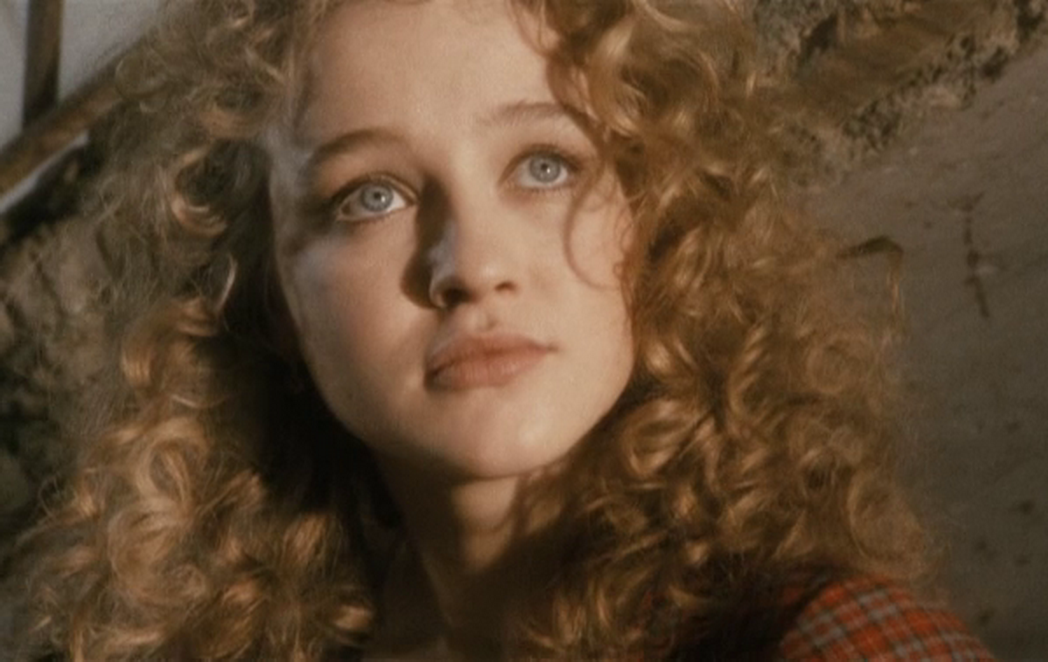
Eleonora Giorgi en cheveux bouclés blonds dans ' en 1974.

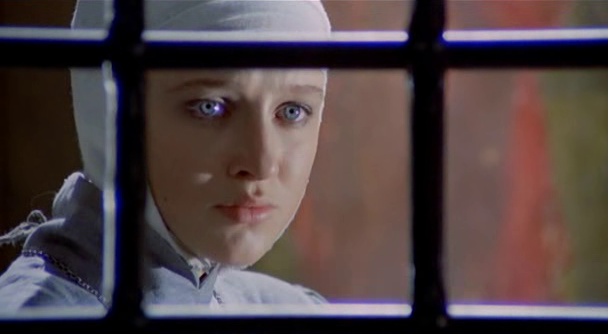
Eleonora Giorgi, voilée, dans Une histoire du XVIIe siècle en 1973.

### Comme actrice
- 1971 : La Tarentule au ventre noir (La tarantola dal ventre nero) de Paolo Cavara
- 1972 : Fellini Roma (Roma) de Federico Fellini
- 1973 : Les rangers défient les karatékas (Tutti per uno botte per tutti) de Bruno Corbucci
- 1973 : Number One de Gianni Buffardi
- 1973 : Une histoire du XVIIe siècle (Storia di una monaca di clausura) de Domenico Paolella
- 1974 : Cavale, Tonton ! (La sbandata) de Salvatore Samperi
- 1974 : Alla mia cara mamma nel giorno del suo compleanno (it) de Luciano Salce
- 1974 : Péché véniel (Peccato veniale) de Salvatore Samperi
- 1974 : Il bacio de Mario Lanfranchi
- 1974 : Les Passionnées (Appassionata) de Gianluigi Calderone
- 1975 : En 2000, il conviendra de bien faire l'amour (Conviene far bene l'amore) de Pasquale Festa Campanile
- 1976 : Cœur de chien (Cuore di cane) d'Alberto Lattuada
- 1976 : Jeunes, désespérés, violents (Liberi armati pericolosi) de Romolo Guerrieri
- 1976 : L'Agnese va a morire de Giuliano Montaldo
- 1976 : L'ultima volta d'Aldo Lado
- 1977 : Caresses bourgeoises (Una spirale di nebbia) d'Eriprando Visconti
- 1977 : Disposta a tutto (it) de Giorgio Stegani
- 1978 : Ça fait tilt d'André Hunebelle
- 1978 : Suggestionata (it) d'Alfredo Rizzo
- 1978 : Non sparate sui bambini de Gianni Crea
- 1978 : Safari Rally (Seimila chilometri di paura) de Bitto Albertini
- 1979 : Oublier Venise (Dimenticare Venezia) de Franco Brusati
- 1979 : Mani di velluto de Castellano et Pipolo
- 1979 : Un uomo in ginocchio de Damiano Damiani
- 1980 : Inferno de Dario Argento
- 1980 : Mia moglie è una strega de Castellano et Pipolo
- 1981 : Nu de femme (Nudo di donna) de Nino Manfredi
- 1982 : Borotalco de Carlo Verdone
- 1982 : Derrière la porte (Oltre la porta) de Liliana Cavani
- 1982 : Grand Hotel Excelsior de Castellano et Pipolo
- 1983 : Mani di fata de Steno
- 1983 : Sapore di mare 2 - Un anno dopo de Bruno Cortini
- 1984 : Vediamoci chiaro (it) de Luciano Salce
- 1986 : Giovanni Senzapensieri (it) de Marco Colli (it)
- 1988 : Il volpone (it) de Maurizio Ponzi
- 1988 : Compagni di scuola de Carlo Verdone
- 2007 : SoloMetro (it) de Marco Cucurnia
- 2016 : My Father Jack (it) de Tonino Zangardi
- 2016 : Attesa e cambiamenti (it) de Sergio Colabona (it)
- 2017 : La mia famiglia a soqquadro (it) de Max Nardari

### Comme réalisatrice
- 2003 : Uomini e donne, amori e bugie (it)
- 2009 : L'ultima estate (it)

## Récompenses et distinctions
- 1982 : David di Donatello de la meilleure actrice principale pour Borotalco.
- 1982 : Ruban d'argent de la meilleure actrice pour Borotalco.